# Ternat, Haute-Marne
Ternat là một xã thuộc tỉnh Haute-Marne trong vùng Grand Est đông bắc nước Pháp.